# 国道418号

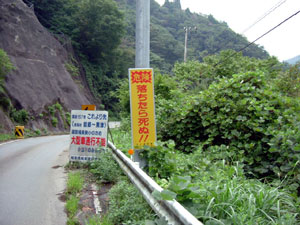
温見峠（国道157号重複区間）岐阜側入口付近の「落ちたら死ぬ!!」看板

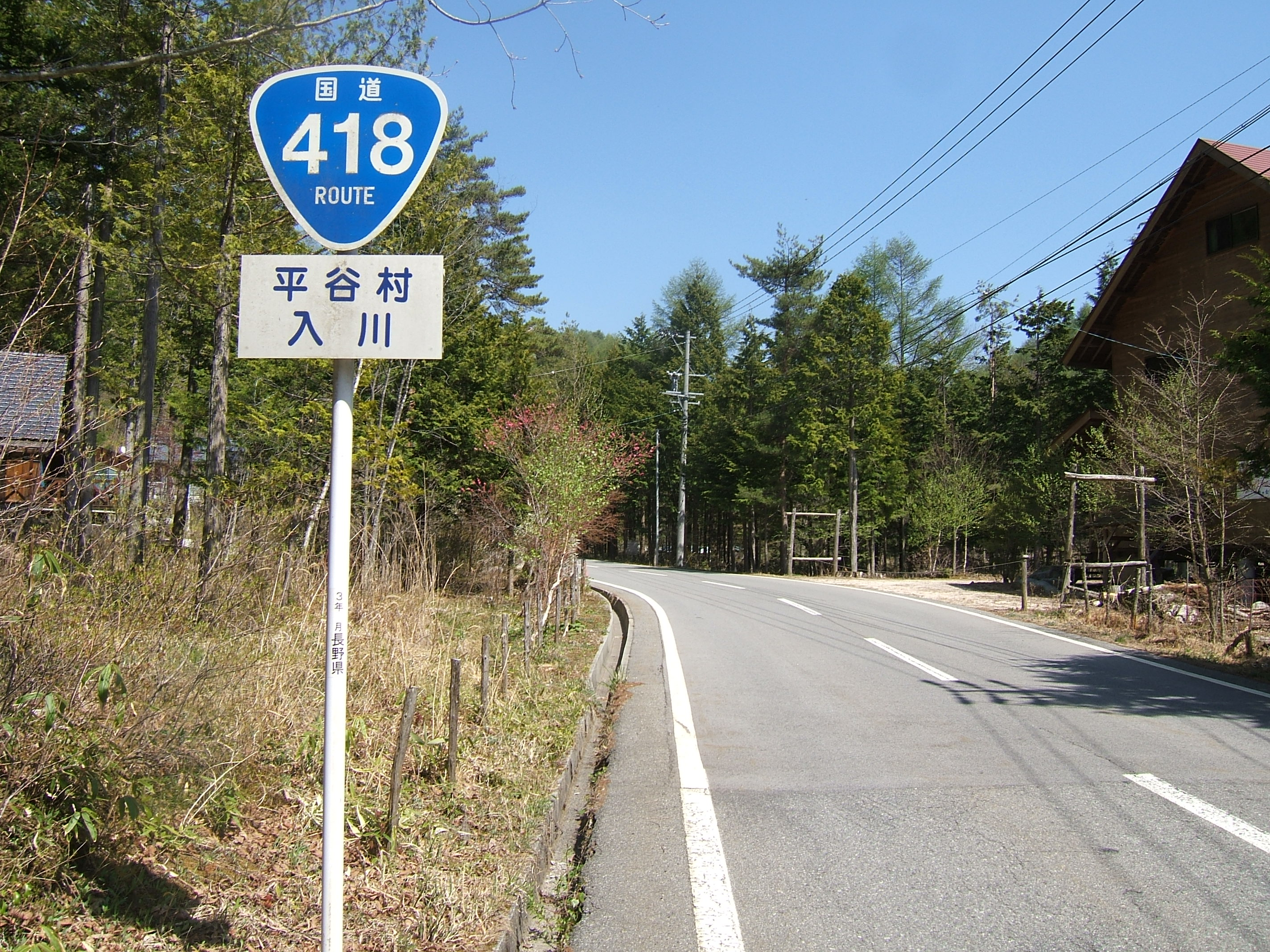
下伊那郡平谷村入川付近（2013年5月）

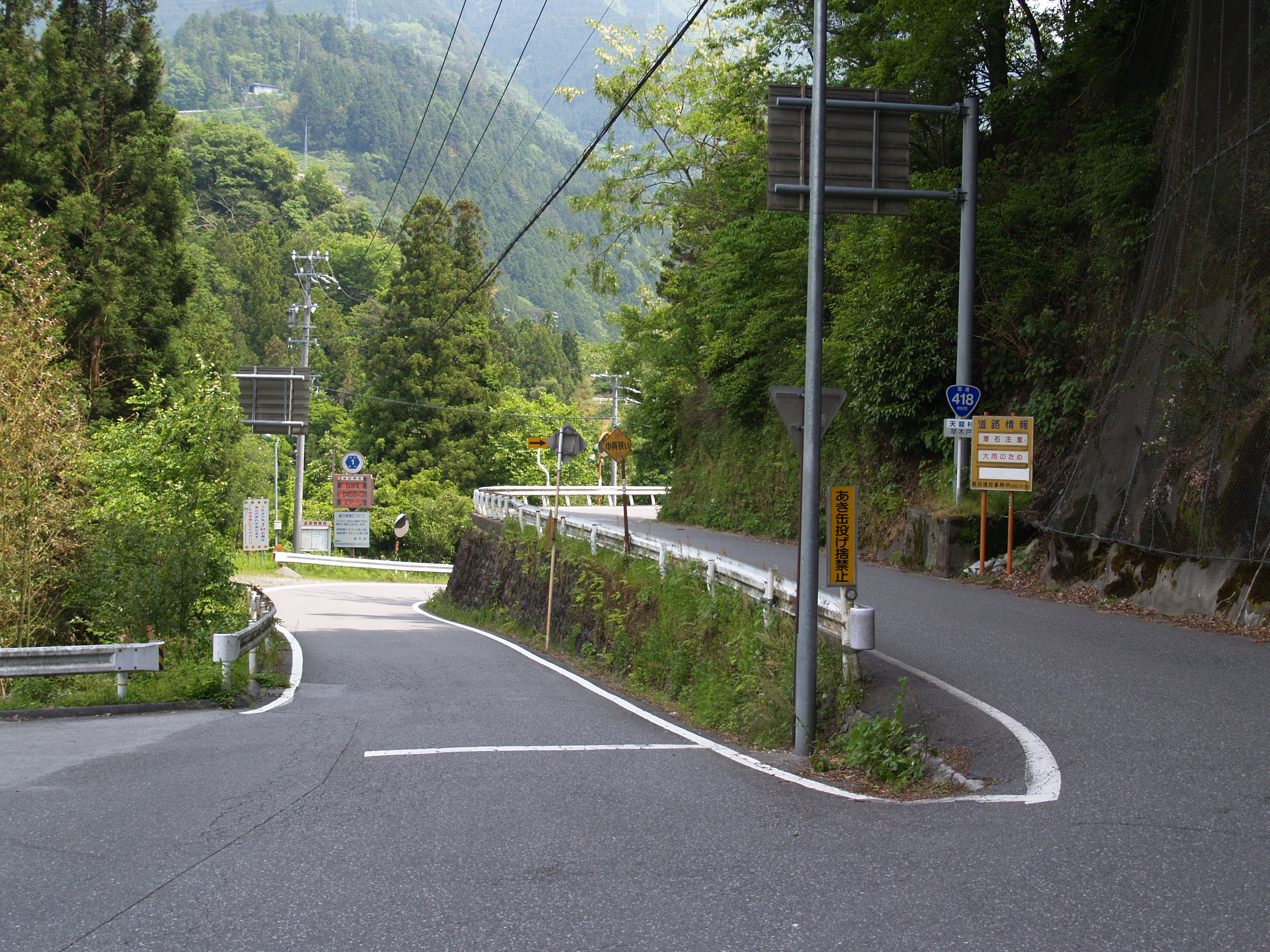
長野県道・愛知県道・静岡県道1号飯田富山佐久間線との交点（写真右が国道、2010年5月）

国道418号（こくどう418ごう）は、福井県大野市から長野県飯田市に至る一般国道である。

## 概要
福井県大野市桜塚町の明治交差点から岐阜県南部を東西に横断して、長野県飯田市南信濃和田で国道152号との交点に至る延長267.2 kmの一般国道の路線である。起点・大野市桜塚町の明治交差点から大野市桜塚町のエキサイト広場南東交差点まで国道158号と重複区間となり、福井県大野市桜塚町のエキサイト広場南東交差点から岐阜県本巣市根尾板所の交点まで国道157号と重複区間となる。主な通過地は、岐阜県本巣市、関市、美濃加茂市、恵那市であり、国道157号重複区間の温見峠を皮切りに、尾並坂峠、平谷峠、売木峠（旧道）などの峠を越えていく線形をとっている。
岐阜県加茂郡八百津町南戸（みなと）の岐阜県道353号篠原八百津線分岐点から恵那市笠置町笠置ダム付近までの木曽川が流れる深沢峡沿いの道は長らく通行不能な区間で道路は荒れ果てており、国道指定はなされているが事実上の廃道状態となっている。この付近で事業中の新丸山ダム建設に伴い、将来道路がダム湖によって水没する予定であることから、北岸にバイパス道路（丸山バイパス；八百津町八百津から恵那市飯地町までの約12.7 km）の建設が進められており、一部区間（八百津町八百津から同町潮南までの延長約9.2 km）は2010年（平成22年）3月に供用を開始した。途中にある新旅足橋は、川の水面まで200 mという非常に高い場所に橋がかけられている。

### 路線データ
一般国道の路線を指定する政令に基づく起終点および重要な経過地は次のとおり。
- 起点：大野市（156字[9] = 明治交差点、国道158号上、国道364号起点）
- 終点：長野県下伊那郡南信濃村[注釈 3]（和田、国道152号交点）
- 重要な経過地：岐阜県本巣郡根尾村[注釈 4]、同県山県郡美山町[注釈 5]、関市、美濃加茂市（山之上町）、同県加茂郡川辺町、恵那市（三郷町）、同県恵那郡山岡町[注釈 6]、同郡岩村町[注釈 6]、同郡上矢作町[注釈 6]、長野県下伊那郡平谷村、同郡阿南町
- 総延長 : 267.2 km（福井県 40.4 km、長野県 47.7 km、岐阜県 179.1 km）重用延長を含む。[1][注釈 1]
- 重用延長 : 91.1 km（福井県 40.4 km、長野県 0.3 km、岐阜県 48.3 km）[1][注釈 1]
- 未供用延長 : なし[1][注釈 1]
- 実延長 : 176.1 km（福井県 - km、長野県 47.4 km、岐阜県 128.7 km）[1][注釈 1]
  - 現道 : 173.0 km（福井県 - km、長野県 47.1 km、岐阜県 125.9 km）[1][注釈 1]
  - 旧道 : 0.5 km（福井県 - km、長野県 0.3 km、岐阜県 0.2 km）[1][注釈 1]
  - 新道 : 2.6 km（福井県 - km、長野県 - km、岐阜県 2.6 km）[1][注釈 1]
- 指定区間：国道41号と重複する区間（岐阜県美濃加茂市・美濃加茂IC - 加茂郡川辺町・新山川橋北詰交差点）[10]

## 歴史
- 1981年（昭和56年）4月30日 - 一般国道418号（長野県飯田市 - 岐阜県本巣郡根尾村の区間）として指定公布。
- 1982年（昭和57年）4月1日 - 一般国道418号の指定を施行。これに伴い主要地方道2号上矢作平岡停車場線、主要地方道69号恵那川辺線、主要地方道59号関根尾線が翌1983年（昭和58年）までに廃止。
- 1993年（平成5年）4月1日 - 前年4月3日の政令に基づき長野県下伊那郡南信濃村（現：飯田市） - 下伊那郡売木村の区間、および岐阜県本巣郡根尾村（現：本巣市） - 福井県大野市の区間を編入して起終点の方向を入れ替え、一般国道151号との重複を廃止福井県大野市 - 長野県下伊那郡南信濃村（現：飯田市）となる。
- 2023年（令和5年）4月28日 - 福島トンネル（長野県下伊那郡天龍村神原、762 m）が開通する[11]。

## 路線状況

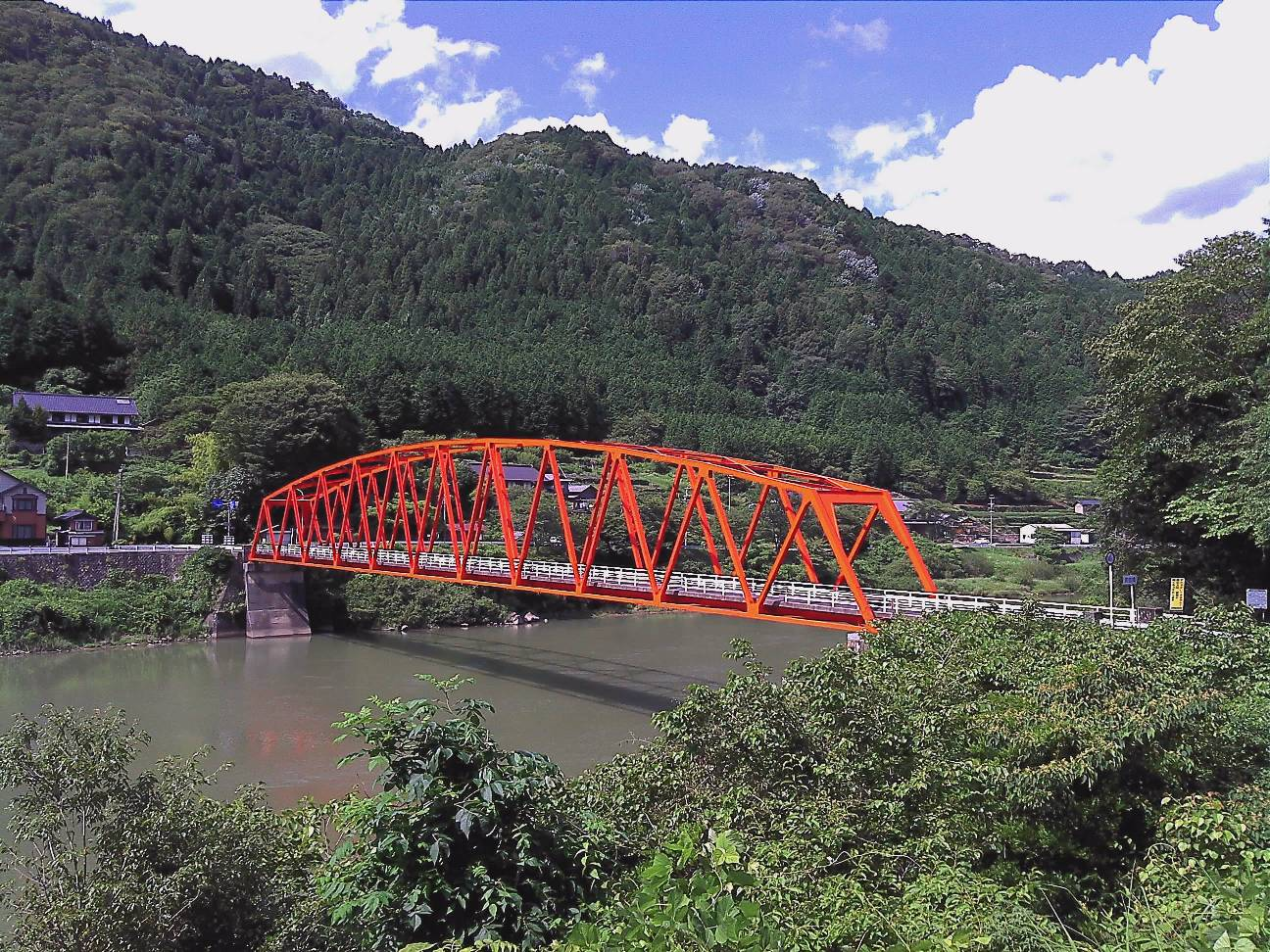
木曽川に掛かる武並橋（2011年7月）

起点・福井県大野市桜塚町 明治交差点から福井県大野市桜塚町 エキサイト広場南東交差点までの区間は国道158号と重複する。福井県大野市桜塚町 エキサイト広場南東交差点から岐阜県本巣市根尾板所までの温見峠越えの区間は国道157号と重複する。福井・岐阜県境の温見峠越え付近は1車線の狭隘路、洗い越し、ガードレールが無いなどの俗にいう酷道の区間で知られる。同重複区間である、本巣市根尾能郷の冬期閉鎖ゲート付近も狭隘路となっており、道路状況に対する注意喚起のため、道端に「落ちたら死ぬ!!」と書かれた看板が設置されている。
本巣市根尾板所から国道157号より分岐して単独区間となり、国道256号まで1.5車線の道路が続く。関市 - 美濃加茂市間は、2車線の快走路となり、東海環状自動車道へのアクセス道路にもなっている。
岐阜県八百津から恵那までの木曽川右岸に沿う現道区間の一部は、狭隘路、未舗装、落石や法面崩壊が見られ交通の安全確保が困難な状況にあることから通年通行止め規制がかけられ、国道の中で「最も過酷で難所を極めた酷道」「最凶酷道」と評されるほど、荒れ果てた状態が続いていることが知られている。現道指定区間の山側（北側）に並行して丸山バイパスの建設が進められており、迂回路となる岐阜県道353号篠原八百津線、岐阜県道402号中野方七宗線、岐阜県道412号恵那八百津線とつないで、恵那市笠置町川合の木曽川に架かる武並橋で国道418号現道に連絡する。
恵那市で重複する国道257号分岐から岐阜・長野県境の達原トンネルまでの約11 km区間は、すれ違い困難なほど幅員が狭まるところがある。達原トンネル以東の長野県内の区間は、1.5車線から2車線の道路が続く。

### 別名
- やまぼうし街道（関市、山県市、本巣市）
- サラサドウダン街道（岐阜市、山県市）
- 和紙の里街道（美濃市、関市）
- 木曽川ハクウンボク街道（川辺町、八百津町、恵那市）
- 恵南ハクウンボク街道（恵那市）
- 星空街道（高山市）

### バイパス
- 小瀬バイパス（岐阜県）
- 富加バイパス（岐阜県）
- 八百津バイパス（岐阜県）
- 丸山バイパス（岐阜県）

### 重複区間
- 国道158号（福井県大野市桜塚町・明治交差点（起点） - 大野市桜塚町・エキサイト広場南東交差点）
- 国道157号（福井県大野市桜塚町・エキサイト広場南東交差点 - 岐阜県本巣市根尾板所）
- 国道41号（美濃加茂バイパス：岐阜県美濃加茂市山之上・美濃加茂IC - 加茂郡川辺町石神・新山川橋北詰交差点）
- 国道363号（岐阜県恵那市山岡町馬場山田 - 恵那市岩村町・裏山交差点）
- 国道257号（岐阜県恵那市岩村町・一色交差点 - 恵那市上矢作町）
- 国道151号（長野県下伊那郡阿南町新野）

### 長期通行止め区間

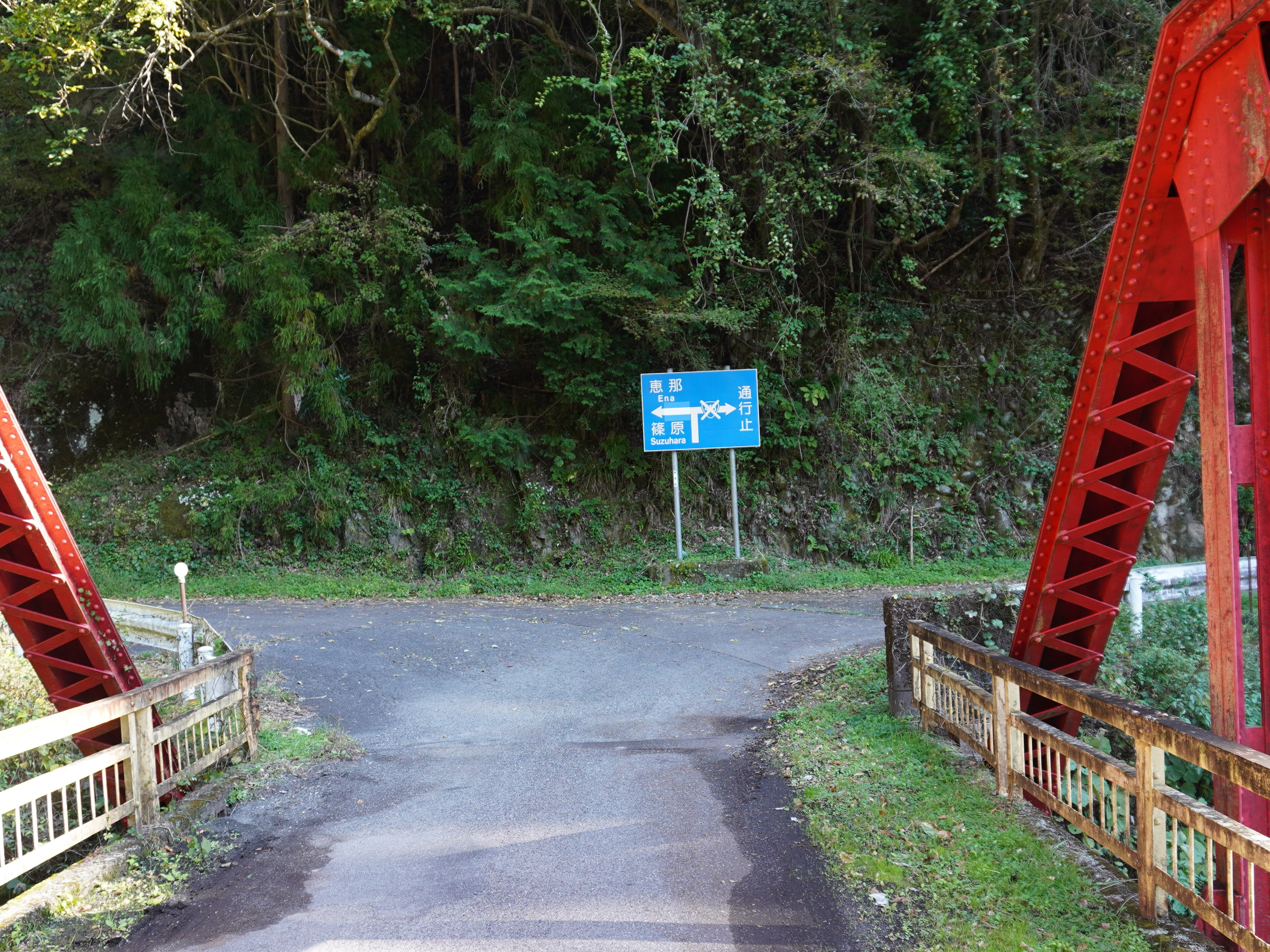
通行止め区間の八百津町側起点である、湯谷橋付近の岐阜県道353号線との分岐点付近に設置された通行止を予告する青看板

岐阜県加茂郡八百津町（岐阜県道353号篠原八百津線分岐点）から恵那市（笠置ダム付近）までの約17.7 kmは、本区間を管理する岐阜県可茂土木事務所と恵那土木事務所が通行を禁止している。巨大な落石によって災害通行止めになり、15年以上が経過する。この区間は丸山ダムの嵩上げ計画である新丸山ダムにより水没する予定のため、すでに山側に付け替え道路である丸山バイパスが岐阜県道353号篠原八百津線に沿って建設されており、町道十日神楽線交差点 - 笠置ダム間には一般車両が進入できないようにバリケードが設置されている。ただし、山林、河川の管理道路として利用されているため完全な通行止めにはされておらず、維持管理は行われている。水没予定区間には他に五月橋が架かる深沢峡に至る岐阜県道352号大西瑞浪線の起点がある。

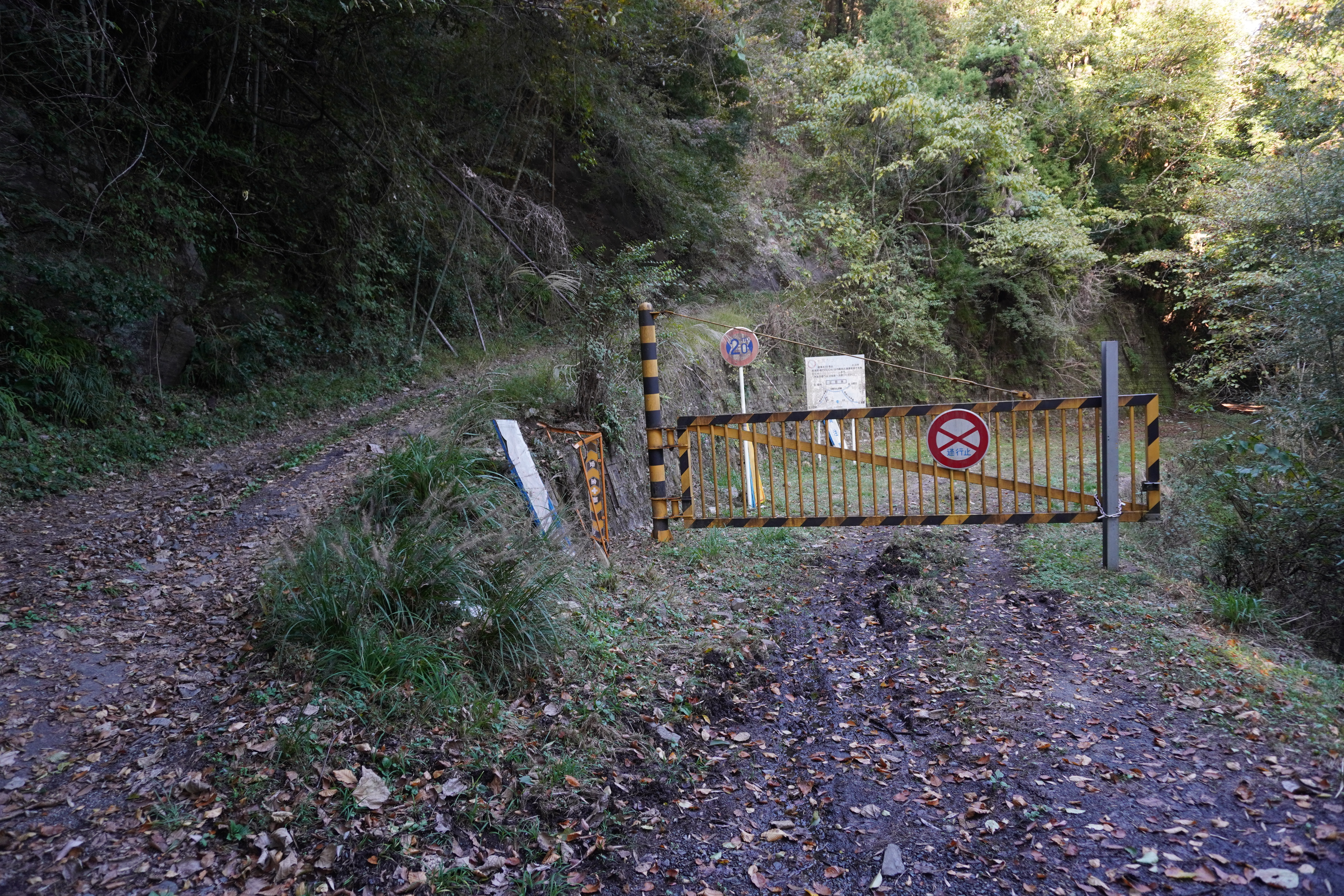
八百津町道十日神楽線と長期通行止め区間が合流する地点に設置された通行止めゲート（左側の上り坂が町道、ゲートの先が418号恵那市方面）

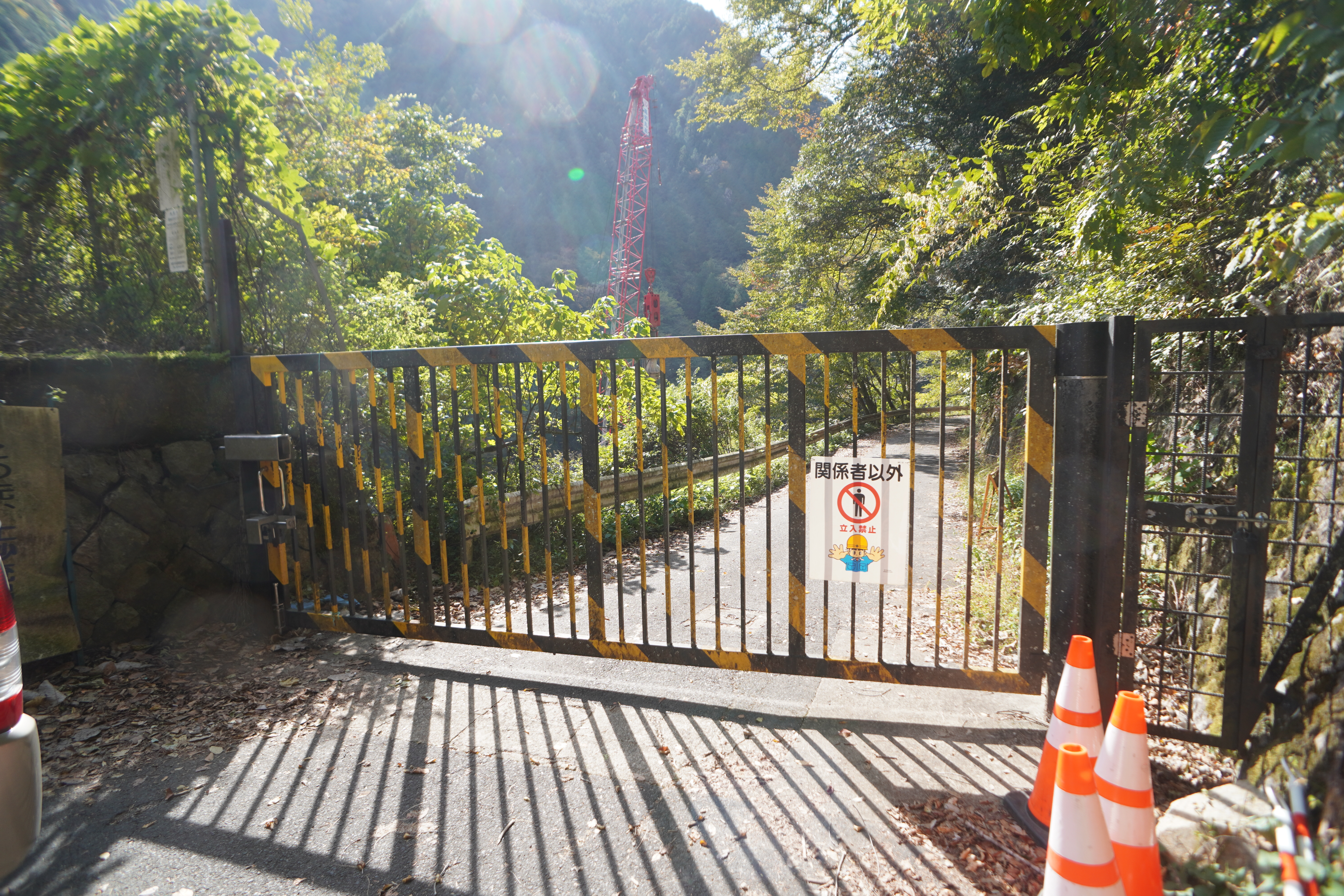
長期通行止め区間の終点である、笠置発電所付近の通行止めゲート

### 道路施設

#### 橋梁
起点から
- 岐阜県
  - 新山川橋（飛騨川、加茂郡川辺町）
  - 武並橋（木曽川、恵那市）
  - 旅足橋（木曽川・旅足川、加茂郡八百津町）
  - 新旅足橋（旅足川、加茂郡八百津町）
- 長野県
  - 天竜川橋（天竜川、下伊那郡天龍村）

#### トンネル
起点から
- 岐阜県
  - 鷲ヶ峰トンネル（丸山バイパス、加茂郡八百津町）
  - 下立トンネル（丸山バイパス、加茂郡八百津町）
  - 二股トンネル（現道、加茂郡八百津町）
  - 達原トンネル（岐阜県恵那市）
- 長野県
  - 売木トンネル（売木峠バイパス、長野県下伊那郡売木村 - 同郡阿南町）
  - 清水トンネル（長野県下伊那郡天龍村 - 飯田市）

#### 道の駅
- 岐阜県
  - うすずみ桜の里・ねお（本巣市）
  - 半布里の郷 とみか（加茂郡富加町）
  - 上矢作ラ・フォーレ福寿の里（恵那市、国道257号重複区間内）
- 長野県
  - 信州新野千石平（下伊那郡阿南町、国道151号重複区間内）

## 地理

### 通過する自治体
- 福井県
  - 大野市
- 岐阜県
  - 本巣市 - 山県市 - 関市 - 加茂郡富加町 - 美濃加茂市 - 加茂郡富加町 - 美濃加茂市 - 加茂郡川辺町 - 加茂郡八百津町 - 恵那市
- 長野県
  - 下伊那郡平谷村 - 下伊那郡売木村 - 下伊那郡阿南町 - 下伊那郡天龍村 - 飯田市

### 交差する道路
- 国道157号、国道158号 国道364号（大野市）
- 国道157号（本巣市）
- 国道256号（山県市）
- 東海環状自動車道関広見インターチェンジ、国道156号（関市）
- 東海環状自動車道美濃加茂インターチェンジ（美濃加茂市）
- 国道41号（美濃加茂市、加茂郡川辺町）
- 国道19号、国道363号、国道257号（恵那市）
- 国道153号（下伊那郡平谷村）
- 国道151号（下伊那郡阿南町）
- 国道152号（飯田市）

### 峠
- 温見峠（標高1,040 m）：福井県大野市 - 岐阜県本巣市
- 尾並坂峠（標高330 m）：岐阜県本巣市 - 岐阜県山県市
- 平谷峠（標高1,164 m）：長野県下伊那郡平谷村 - 長野県下伊那郡売木村
- 売木峠（標高980 m）：長野県下伊那郡売木村 - 長野県下伊那郡阿南町[注釈 9]